# Брежнев, Владимир Анатольевич
Влади́мир Анато́льевич Бре́жнев (5 марта 1935, Москва — 20 марта 1996, Москва) — советский хоккеист. Заслуженный мастер спорта СССР (1965).

## Биография
Воспитанник МАИ/«Наука» (Москва). Заметил игрока Николай Эпштейн, пригласивший его в «Химик». Через два года А. Тарасов пригласил Брежнева в ЦСКА. Начинал играть как нападающий, но вскоре был переведен защитником.
Входил в список 34 лучших хоккеистов СССР в 1964 году.
Довольно поздно был включен в состав сборной СССР. Одной из причин явилась травма позвоночника перед ЧМ 1963, из-за чего много времени провел в больнице.
Старший тренер СКА (Куйбышев) — 1975—1977 годы, СКА МВО (Москва) — 1978—1979 годы. Тренер СКА (Хабаровск) — 1979—1981 годы. В 1970—1975 годах работал старшим тренером юношеских команд ЦСКА (Москва). В 1977—1978 годах — старший тренер молодёжной команды ЦСКА (Москва).
В 1970 году сыграл самого себя в детском фильме «Тайна железной двери».
В середине 1980-х годов, будучи на пенсии, руководил детской футбольно-хоккейной секцией при стадионе «Октябрь» в Москве.
Скончался 20 марта 1996 года в Москве. Похоронен на Химкинском кладбище.

## Карьера
- 1951/52 — 1954/55 — МАИ/Наука (Москва)
- 1955/56 — Химик (Москва)
- 1955/56 — 1956/57 — ДО/МВО (Калинин)
- 1957/58 — 1969/70 — ЦСК МО, ЦСКА

## Достижения
- Чемпион мира 1965, 1966. Третий призёр ЧМ 1961. На ЧМ — 15 матчей, 4 шайбы.
- Чемпион Европы 1965, 1966. Второй призёр ЧЕ 1961.
- Чемпион СССР 1958—1961, 1963—1966, 1968 и 1970. Второй призёр чемпионата СССР 1967 и 1969. Третий призёр чемпионата СССР 1962. В чемпионатах СССР — 360 матчей, забросил 46 шайб.
- Обладатель Кубка СССР 1961, 1966—1969.
- Награждён медалью «За трудовое отличие» (1965).